# Учасники російсько-української війни Т
Учасники російсько-української війни, прізвища яких починаються з літери П

## Та— Ті
1. Табак Петро Андрійович
2. Табала Сергій Олександрович
3. Табачний Олександр Сергійович
4. Таймурзін Максим Сергійович
5. Тайструк Сергій Васильович[1]
6. Така Павло Іванович
7. Талапацький Артем Володимирович
8. Талда Микола Григорович
9. Талпа Іван Анатолійович
10. Тамборський Олександр Володимирович
11. Танасов Сергій Іванович
12. Танковський Євген Анатолійович
13. Танцура Вадим Анатолійович
14. Танцюра Євген Петрович
15. Танцюра Ігор Іванович
16. Танченко Андрій Володимирович
17. Тарабалка Степан Іванович
18. Тарабанов Вадим Олександрович
19. Тарабановський Павло Петрович
20. Таракулов Валерій Еркінович
21. Таран Артем Юрійович
22. Таран Ольга Олександрівна
23. Таран Ростислав Іванович
24. Таран Юрій Олександрович
25. Тараненко Денис Валерійович
26. Тараненко Роман Іванович
27. Тараненко Сергій Вікторович
28. Таранець Станіслав Олексійович
29. Тараніч Сергій Геннадійович
30. Таранов Андрій Іванович
31. Тарануха Олександр Валерійович
32. Таранченко Руслан Олександрович
33. Тарасенко Андрій Павлович (підполковник)
34. Тарасенко Андрій Павлович
35. Тарасенко Віктор Олексійович
36. Тарасенко Володимир Вікторович
37. Тарасенко Георгій Олександрович
38. Тарасенко Даниіл Олегович
39. Тарасенко Дмитро Юрійович
40. Тарасенко Іван Олександрович
41. Тарасенко Олександр Миколайович
42. Тарасенко Олександр Олегович
43. Тарасенко Олена Олексіївна
44. Тарасенко Роман Миколайович
45. Руслан Миколайович Тарасенко
46. Тарасенко Юрій Геннадійович
47. Тараскін Вячеслав Олександрович
48. Тарасов Альберт Валерійович
49. Тарасов Андрій Миколайович
50. Тарасов Василь Борисович
51. Тарасюк Василь Олександрович
52. Тарасов Віталій Віталійович
53. Тарасюк Віталій Миколайович
54. Тарасов Дмитро Іванович
55. Тарасюк Богдан Володимирович
56. Тарасюк Іван Григорович
57. Тарасюк Ілля[2]
58. Тарасюк Михайло Леонідович
59. Тарасюк Олег Андрійович
60. Тарасюк Олександр Олексійович
61. Тарасюк Олексій Васильович
62. Тарасюк Сергій Костянтинович
63. Таратута Дмитро Олегович
64. Тарахкало Олег Леонідович
65. Тарн Іван Вікторович
66. Тарнавський Олександр Георгійович
67. Тарнавський Олександр Олексійович
68. Тарнавський Володимир Вікторович
69. Тарновецький Ігор Іванович
70. Тарусин Богдан Олександрович
71. Тарчинський Андрій Миколайович
72. Таскін Михайло Юрійович
73. Татаренко Андрій Олександрович
74. Татаренко Тарас Валерійович[3]
75. Татарінов Микола Миколайович
76. Татаринов Сергій Петрович
77. Татаріков Георгій Геннадійович
78. Татару Іван Іванович
79. Татарчук Юрій Володимирович
80. Татомир Володимир Степанович
81. Татусь Руслан Вадимович
82. Тафійчук Сергій Володимирович
83. Тахтаджиєв Федір Анатолійович
84. Таценко Олександр Іванович
85. Тацоха Максим Валерійович
86. Тацюн Микола Васильович
87. Твардовський Дмитро[4]
88. Твардовський Юрій Михайлович
89. Твердий Микола Володимирович
90. Твердола Анатолій Іванович
91. Твердоступ Анатолій Вікторович
92. Твердоступ Сергій Володимирович
93. Твердохліб Андрій Миколайович
94. Твердохліб Микола Миколайович
95. Твердохліб Олег Анатолійович
96. Тегза Анатолій Ярославович
97. Тегза Ігор Степанович
98. Тейфуков Ділявер Рустемович
99. Телегей Володимир Васильович
100. Телегуз Василь Іванович
101. Телішевський Василь Ярославович
102. Теута Микола Васильович
103. Телегін Сергій Анатолійович
104. Телиця Андрій Анатолійович
105. Телушков Сергій Валерійович
106. Телюк Ігор Володимирович
107. Телюк Микола Володимирович
108. Телюк Олег Володимирович
109. Тельнов Євгеній Львович
110. Темний Дмитро Вікторович
111. Тендітник Ярослав Володимирович
112. Телетьон Василь Васильович
113. Тепенчак Олександр Васильович
114. Теперик Андрій Сергійович
115. Теплов Олександр Вікторович
116. Теребій Андрій Богданович
117. Теребуха Іван Миколайович
118. Теремецький Андрій Григорович
119. Терехов Владислав Ігорович
120. Терехов Григорій Анатолійович
121. Терехов Сергій Володимирович[5]
122. Терехов Юлій Ігорович
123. Терехович Ірина Іванівна
124. Терець Олександр Миколайович
125. Терешко Іван Ярославович
126. Терещенко Андрій Сергійович
127. Терещенко Віктор Сергійович
128. Терещенко Віталій Ігорович
129. Терещенко Володимир Григорович
130. Терещенко Дмитро Анатолійович
131. Терещенко Іван Павлович
132. Терещенко Олександр Вікторович
133. Терещенко Олександр Леонтійович
134. Терещенко Олександр Миколайович (військовий)
135. Терещенко Роман Романович
136. Терещенко Юрій Олександрович
137. Терещук Валерій Федорович
138. Терещук Ігор Петрович
139. Терещук Олександр Іванович
140. Тернавський Сергій Михайлович
141. Терновий Дмитро Олександрович
142. Тернопільський Микола Васильович
143. Терстуях Олександр Миколайович
144. Тесленко Артем Володимирович
145. Тесленко Богдан Володимирович
146. Тесленко Данило Олександрович
147. Теслін Сергій Олександрович[6]
148. Теслюк Віталій Дмитрович
149. Теслюк Євгеній Артурович[7]
150. Тесля Володимир Вікторович
151. Теслюк Іван Степанович
152. Тетерук Андрій Анатолійович
153. Тетеря Олександр Вікторович
154. Тетюха Микола Васильович
155. Тетянишко Ігор Сергійович
156. Тєлушко Ярослав Володимирович
157. Тіліженко Віталій Вікторович
158. Тітаренко Євген Леонідович
159. Тигнян Володимир Олександрович
160. Тирпак Артур Юрійович
161. Тиж Павло Володимирович
162. Тимко Олег Миколайович
163. Тимофеєв Дмитро Володимирович
164. Тимофеєв Кирило Вікторович
165. Тимофей Руслан Леонідович
166. Тимофієв Ілля Миколайович
167. Тимофієв Богдан Сергійович
168. Тимофійко Сергій Олегович
169. Тимочко Андрій Дмитрович
170. Тимочко Іван Олексійович
171. Тимошенко Володимир Вікторович
172. Тимошенко Дмитро Петрович
173. Тимошенко Олександр Іванович
174. Тимошенко Олександр Леонідович
175. Тимошенко Ольга Юріївна
176. Тимошенко Радіон Іванович
177. Тимошенко Роман Васильович
178. Тимошенко Юрій Володимирович
179. Тимощенко Олег Іванович
180. Тимошко Володимир Володимирович
181. Тимощук Василь Леонідович[8]
182. Тимощук Ігор Вікторович
183. Тимощук Кирило Володимирович
184. Тимощук Михайло Петрович
185. Тимощук Олександр Васильович
186. Тимощук Олександр Ігорович
187. Тимощук Сергій Володимирович
188. Тимощук Сергій Григорович
189. Тимощук Святослав Ярославович
190. Тимусь Юрій Володимирович
191. Тимченко Василь Петрович
192. Тимченко Володимир Юрійович
193. Тимченко Олександр Олександрович
194. Тимченко Олексій Степанович
195. Тимченко Руслан Олегович
196. Тимчий Богдан Вячеславович
197. Тимчук Дмитро Борисович
198. Тиндюк Денис Олександрович
199. Тининика Віталій Миколайович
200. Тинянов Дмитро Юрійович
201. Тинянов Олександр Сергійович
202. Типусяк Андрій Васильович
203. Тирнов Дмитро[9]
204. Тисячний Руслан Станіславович
205. Титаренко Владислав Вадимович
206. Титаренко Владислав Миколайович[5]
207. Титаренко Олексій Русланович
208. Титок Дмитро Миколайович
209. Тихоліз Юрій Павлович
210. Тихолоз Андрій Павлович
211. Тихомиров Олександр Вікторович
212. Тихоненко Володимир Григорович[10]
213. Тихоненко Юрій Володимирович[11]
214. Тихонець Олександр Олександрович
215. Тихонівський Павло Олексійович
216. Тихонюк Максим Ігорович
217. Тихонько Владислав Олександрович
218. Тичина Ігор Олегович
219. Кшиштоф Тифель
220. Тишківський Богдан Миколайович
221. Тишков Кирило Юрійович
222. Тищенко Андрій Іванович
223. Тищенко Віктор Іванович (військовик)
224. Тищенко Володимир Володимирович
225. Тищенко Іван Іванович
226. Тищенко Олександр Миколайович
227. Тищенко Роман Анатолійович
228. Тищенко Юрій Вікторович
229. Тищик Олексій Олександрович
230. Тишик Юрій Анатолійович
231. Тібекін Едуард Петрович
232. Тілідзе Каха[12]
233. Тімаков Андрій Миколайович
234. Тімошенков Дмитро Сергійович
235. Тітаренко Оксана Володимирівна
236. Титаренко Сергій Валерійович
237. Титаренко Сергій Миколайович
238. Титарчук Володимир Іванович
239. Тімченко Андрій Миколайович
240. Тітенко Володимир Олегович
241. Тітенко Дмитро Анатолійович
242. Тітик Ростислав Петрович
243. Тітов Сергій Володимирович
244. Тіторчук Олександр Сергійович
245. Тітушко Вадим Сергійович
246. Тітюцький Дмитро Олександрович
247. Тіхонов Павло Олексійович
248. Тіщенко Богдан Володимирович
249. Тіщенко Ігор Романович
250. Тіщенко Сергій Володимирович
251. Каллум Тіндал-Дрейпер[13]

## Тк— Тр
1. Ткаліч Владислав Ігорович
2. Ткалич Денис Олександрович
3. Ткач Андрій Євгенович
4. Ткач Віталій Іванович
5. Ткач Денис Вікторович
6. Ткач Едуард Станіславович
7. Ткач Іван Юрійович
8. Ткач Ігор Михайлович
9. Ткач Олександр Володимирович
10. Ткач Олександр Олександрович
11. Ткаченко Андрій Валерійович
12. Ткаченко Андрій Володимирович
13. Ткаченко Андрій Миколайович
14. Ткаченко Андрій Русланович
15. Ткаченко Андрій Юрійович
16. Ткаченко Василь Антонович
17. Ткаченко Володимир Олександрович (старший солдат)
18. Ткаченко Володимир Олександрович (солдат)
19. Ткаченко Геннадій Васильович
20. Ткаченко Денис Сергійович
21. Ткаченко Дмитро Олександрович
22. Ткаченко Іван Андрійович
23. Ткаченко Ігор Анатолійович
24. Ткаченко Ігор Валентинович (капітан)
25. Ткаченко Ігор Юрійович
26. Ткаченко Максим Володимирович
27. Ткаченко Максим Сергійович
28. Ткаченко Олег Анатолійович
29. Ткаченко Олександр Анатолійович
30. Ткаченко Олександр Анатолійович (майстер-сержант)
31. Ткаченко Олександр Анатолійович
32. Ткаченко Олександр Вікторович
33. Ткаченко Олександр Григорович
34. Ткаченко Олександр Миколайович
35. Ткаченко Олександр Сергійович
36. Ткаченко Олексій Юрійович
37. Ткаченко Петро Юрійович
38. Ткаченко Роман Володимирович
39. Ткаченко Роман Юрійович
40. Ткаченко Ростислав Русланович
41. Ткаченко Руслан Андрійович
42. Ткаченко Сергій Володимирович
43. Ткаченко Юрій Юрійович
44. Ткачик Валерій Іванович
45. Ткачишин Михайло Володимирович
46. Ткачов Анатолій Володимирович
47. Ткачов Володимир Вікторович
48. Ткачов Олександр Васильович[14]
49. Ткачук Анатолій Миколайович
50. Ткачук Андрій Антонович
51. Ткачук Андрій Миколайович
52. Ткачук Андрій Сергійович
53. Ткачук Віктор Степанович
54. Ткачук Володимир Володимирович
55. Ткачук Володимир Олексійович
56. Ткачук Дмитро Олегович
57. Ткачук Іван Олександрович
58. Ткачук Костянтин В'ячеславович
59. Ткачук Микола Васильович
60. Ткачук Микола Миколайович
61. Ткачук Олександр Іванович (військовик)
62. Ткачук Петро Васильович
63. Ткачук Руслан Валерійович
64. Ткачук Сергій Анатолійович
65. Ткачук Сергій Андрійович
66. Ткачук Юрій Іванович
67. Ткачук Юрій Юрійович
68. Тлустов Володимир Борисович
69. Товкач Андрій Віталійович
70. Товкан Ярослав Ярославович
71. Товкис Володимир Юрійович
72. Товстоног Олександр Володимирович
73. Товт Олег Павлович
74. Товт Шандор Ерниевич
75. Товчигречка Дмитро Іванович
76. Тогобицький Ілля Едуардович
77. Тодавчич Володимир Володимирович
78. Тодіца Олександр Сергійович
79. Тодоров Дмитро Русланович
80. Токар Андрій Васильович
81. Токар Антон Олегович
82. Токар Віталій Миколайович
83. Токар Дмитро Миколайович
84. Токар Дмитро Павлович
85. Токарев Максим Павлович
86. Токаренко Ігор Олександрович
87. Токаренко Максим Миколайович
88. Токарський В'ячеслав Валерійович
89. Токарчук Андрій Петрович
90. Токмаков Сергій Юрійович
91. Токман Максим Олександрович
92. Толкін Володимир Миколайович
93. Толмасов Андрій Миколайович
94. Толочко Віктор Анатолійович
95. Толстов Сергій Вадимович
96. Тома Геннадій Леонідович
97. Томашевський Євгеній Ігорович
98. Томенко Іван Іванович
99. Томилко Іван Миколайович
100. Томілович Денис Григорович
101. Томко Володимир Олександрович[15]
102. Томчишин Володимир Ярославович[16]
103. Тоненьков Євген Валерійович
104. Тоніца Євген Сергійович
105. Тоненчук Олександр Сергійович
106. Топал Олександр Степанович
107. Топала Станіслав Костянтинович
108. Топалов Сергій Сергійович
109. Топиха Ігор Вікторович
110. Топка Сергій Володимирович
111. Тополюк Руслан Петрович
112. Топольнік Сергій Васильович[17]
113. Топтун Дмитро Вадимович
114. Топчій Андрій Андрійович[18]
115. Топчій Микола Миколайович
116. Топчій Олександр Іванович
117. Торба Владислав Сергійович
118. Торбін Сергій Володимирович
119. Торжанський Олег Миколайович
120. Торкотюк Віктор Вікторович
121. Тороповський Георгій Валерійович
122. Торчинський Сергій Георгійович
123. Торшин Володимир Володимирович
124. Трачук Максим Миколайович
125. Трегубчак Станіслав Олегович
126. Трембовецький Іван Юрійович
127. Трепак Олександр Сергійович
128. Трепко Владислав Віталійович
129. Третяк Петро Анатолійович
130. Третяк Сергій Валерійович
131. Третяков Анатолій Георгійович (1937—2014) — співробітник прокуратури, учасник російсько-української війни.[19]
132. Третяков Дмитро Геннадійович
133. Триволенко Вячеслав Володимирович
134. Тригуб Костянтин Леонідович
135. Тригуба Сергій[20]
136. Триндін Олексій Павлович
137. Триндусь Вадим Петрович[21]
138. Тринога Дмитро Іванович
139. Тринька Віталій Юрійович
140. Тристан Андрій Вікторович
141. Трифонов Владислав Петрович
142. Тришкалюк Сергій Ростиславович
143. Тричук Іван Іванович
144. Тришневський Богдан Миколайович
145. Тріль Дмитро Вікторович
146. Троіцький Радіон Євгенійович
147. Троїцький Микола Дмитрович
148. Тронько Руслан Миколайович
149. Томаш Тростенюк
150. Трофименко Олег Йосипович
151. Трофимчук Валерій Васильович
152. Трофимчук Володимир Юрійович
153. Трофимчук Олег Вікторович
154. Трохимчук Євген Олександрович
155. Трохимчук Іван Васильович
156. Трофимюк Ігор Анатолійович (1979—2023)[22].
157. Трофіменко Андрій Вікторович
158. Трохимчук Максим Олександрович
159. Трофімов Анатолій Олексійович
160. Трофімов Євген Юрійович
161. Трофімов Олексій Володимирович
162. Трофімюк Артур Юрійович
163. Трофімюк Богдан Вікторович
164. Трохимчук Василь Володимирович[23]
165. Троцан Сергій Григорович
166. Троценко Дмитро В'ячеславович
167. Троценко Костянтин Володимирович
168. Троценко Максим Євгенович[24]
169. Троценко Максим Миколайович
170. Троценко Роман[25]
171. Троценко Сергій Михайлович
172. Трошин Олександр Анатолійович
173. Трощенко Сергій Олександрович
174. Троя Анастасія[26]
175. Трояк Ярослав Володимирович
176. Троян Вадим Анатолійович
177. Троян Дмитро Андрійович
178. Трояновський Андрій Миколайович
179. Трояновський Олександр Володимирович
180. Троянчук Руслан Юрійович
181. Трубій Павло Олександрович
182. Трубіцин Максим Олександрович
183. Трудов Денис Миколайович
184. Трунов Дмитро Володимирович
185. Трунов Сергій Олександрович
186. Трусов Володимир Анатолійович
187. Труфанов Володимир Володимирович
188. Трух Володимир Володимирович
189. Трухан Віталій Геннадійович
190. Трухан Павло Віталійович
191. Труш Андрій[27]
192. Труш Володимир Васильович
193. Тряско Мар'яна Василівна

## Ту— Тю
1. Туз Ілля Олександрович
2. Тузенко Дмитро Володимирович
3. Тукаленко Максим Олексійович
4. Тулувова Аміна Зокирівна
5. Тулузаков Костянтин Геннадійович
6. Тумановський Олександр Валерійович
7. Тадас Тумас[28][29]
8. Тур Ігор Олегович
9. Туревич Ігор Ігорович
10. Туренко Андрій Миколайович
11. Туришин Віталій Андрійович
12. Турков Ігор Леонідович
13. Турковський Сергій Володимирович
14. Туров Сергій Валерійович
15. Туровський Святослав Олександрович[30]
16. Турушина Вікторія Вадимівна
17. Турчак Євген Павлович
18. Турчак Олександр Миколайович
19. Турченко Вадим Олександрович[31]
20. Турчин Андрій Леонідович
21. Турчин Володимир Богданович
22. Турчин Михайло Степанович
23. Туряк Юліан Юрійович
24. Турянський Василь Михайлович
25. Турянський Володимир Славомирович
26. Турянський Олег Володимирович
27. Тусменко Євген Дмитрович
28. Тутов Андрій
29. Тутов Роман Анатолійович
30. Тухашвілі Зуріко Гурамович
31. Тухлян Дмитро[32]
32. Тхак Андрій В'ячеславович
33. Тхір Віталій Святославович[33]
34. Тьопенко Віктор Миколайович
35. Тюльпа Ігор Володимирович
36. Тюріков Олег Олександрович
37. Тютюнник Анатолій Валерійович
38. Тюх Руслан Петрович